# 齐亚德·萨哈菲
齐亚德·萨哈菲（阿拉伯语：‎，1994年2月3日—）是沙特阿拉伯的职业足球运动员，司职后卫。现效力于沙特阿拉伯职业足球联赛的伊蒂哈德，也代表沙特阿拉伯国家足球队。

## 荣誉
伊蒂哈德
- 沙特國王盃冠军：2018
- 沙特超级盃冠军：2016–17